# Rechteck

Rechteck mit Länge a, Breite b und Diagonale d

In der Geometrie ist ein Rechteck (ein Orthogon) ein ebenes Viereck, dessen Innenwinkel alle rechte Winkel sind. Es ist ein Spezialfall des Parallelogramms und damit auch des Trapezes. Ein Sonderfall des Rechtecks ist das Quadrat, bei dem alle Seiten gleich lang sind.
In der Topologie ist ein Rechteck eine Mannigfaltigkeit mit Rand, genauer eine Mannigfaltigkeit mit Ecken.

## Eigenschaften
- Gegenüber liegende Seiten sind gleich lang und parallel.
- Die vier Innenwinkel sind gleich, d. h., es ist ein gleichwinkliges Polygon. Die Innenwinkel sind rechte Winkel.
- Die beiden Diagonalen sind gleich lang und halbieren einander.
- Es besitzt einen Umkreis und ist daher ein Sehnenviereck. Umkreismittelpunkt ist der Schnittpunkt der Diagonalen.
- Es ist achsensymmetrisch bezüglich der Mittelsenkrechten der Seiten. Die beiden Symmetrieachsen stehen also senkrecht aufeinander.
- Es ist punktsymmetrisch (zweizählig symmetrisch) bezüglich des Schnittpunkts der Diagonalen.
- Die Symmetriegruppe ist die Kleinsche Vierergruppe.

Das Rechteck kann charakterisiert werden als
- Parallelogramm mit einem rechten Winkel,
- Parallelogramm mit gleich langen Diagonalen,
- Viereck mit gleich langen Diagonalen, die sich halbieren,
- Viereck, bei dem gegenüberliegende Seiten gleich lang sind und ein Winkel ein rechter ist.

## Formeln
| Mathematische Formeln zum Rechteck | Mathematische Formeln zum Rechteck                                              |
| ---------------------------------- | ------------------------------------------------------------------------------- |
| Flächeninhalt                      | {\displaystyle A=a\cdot b}                                                      |
| Umfang                             | {\displaystyle U=2\cdot a+2\cdot b=2\cdot (a+b)}                                |
| Länge der Diagonalen               | {\displaystyle d={\sqrt {a^{2}+b^{2}}}}                                         |
| Umkreisradius                      | {\displaystyle r_{u}={\tfrac {d}{2}}={\frac {1}{2}}\cdot {\sqrt {a^{2}+b^{2}}}} |
| Innenwinkel                        | {\displaystyle \alpha =\beta =\gamma =\delta =90^{\circ }}                      |

Der Flächeninhalt eines Rechtecks ist gleich dem Produkt der Seitenlängen.

Die Formel für die Länge der Diagonalen beruht auf dem Satz des Pythagoras. Der Umkreisradius ergibt sich durch Halbierung der Länge der Diagonalen.
Um ein Rechteck zu konstruieren, müssen zwei Größen gegeben sein. Häufig sind entweder beide Seitenlängen gegeben, oder eine der beiden Seitenlängen und die Länge der Diagonalen.

### Optimierungsprobleme und das Quadrat
Es gibt verschiedene Optimierungsprobleme für Rechtecke. Sucht man ein Rechteck, das bei
- gegebener Länge der Diagonale oder gegebenem Flächeninhalt des Umkreises den maximalen Umfang
- gegebener Länge der Diagonale oder gegebenem Flächeninhalt des Umkreises den maximalen Flächeninhalt
- gegebenem Umfang die minimale Länge der Diagonale oder den minimalen Flächeninhalt des Umkreises
- gegebenem Umfang den maximalen Flächeninhalt
- gegebenem Flächeninhalt die minimale Länge der Diagonale oder den minimalen Flächeninhalt des Umkreises
- gegebenem Flächeninhalt den minimalen Umfang

hat, dann ergibt sich als Lösung jeweils das Quadrat.
Jeweils zwei der sechs Optimierungsprobleme sind im Prinzip dieselbe Fragestellung mit anderen gegebenen Größen, sodass es eigentlich nur drei verschiedene Optimierungsprobleme sind. Für die genannten Optimierungsprobleme ist das Quadrat das gesuchte Rechteck. Das gilt selbstverständlich nicht für alle Optimierungsprobleme.
Dass die Optimierungsprobleme für die Länge der Diagonale und den Flächeninhalt des Umkreises jeweils dieselbe Lösung haben, ist offensichtlich, weil der Flächeninhalt {\displaystyle \pi \cdot r_{u}^{2}={\frac {1}{4}}\cdot \pi \cdot d^{2}} des Umkreises eine stetige und streng monoton steigende Funktion mit der Funktionsvariablen {\displaystyle d} ist.

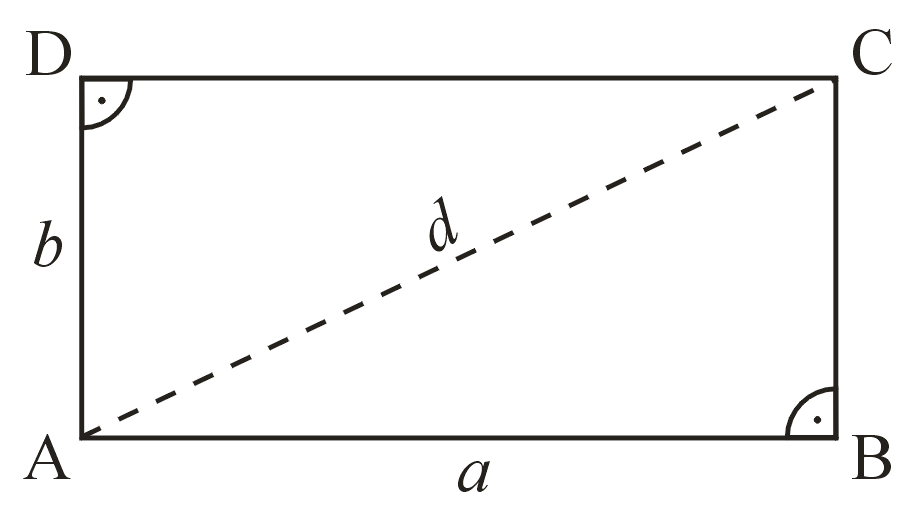
Rechteck mit den Seitenlängen und Diagonale d

Ist zum Beispiel bei gegebener Länge {\displaystyle d} der Diagonale das Rechteck ABCD mit dem größten Flächeninhalt gesucht, dann hilft es, den Umkreis zu betrachten. Die Diagonale AC ist nach dem Satz des Thales der Durchmesser des Umkreises.
Das Rechteck besteht aus den rechtwinkligen Dreiecken ABC und CDA. Der Flächeninhalt des Dreiecks ABC ist dann am größten, wenn die Höhe des Punkts B auf der Seite AC am größten ist. Das ist genau dann der Fall, wenn die Seiten AB und BC gleich lang sind, das Dreieck also auch gleichschenklig ist. Ebenso ist der Flächeninhalt des Dreiecks CDA genau dann am größten, wenn die Seiten CD und DA gleich lang sind. Der Flächeninhalt des Rechtecks ABCD ist also genau dann am größten, wenn alle 4 Seiten gleich lang sind, also wenn es ein Quadrat ist.
Eine andere Möglichkeit ist, den Flächeninhalt mit Ungleichungen abzuschätzen.
Ein Rechteck mit den Seitenlängen {\displaystyle a} und {\displaystyle b} hat die Diagonalenlänge {\displaystyle {\sqrt {a^{2}+b^{2}}}} und den Flächeninhalt {\displaystyle a\cdot b}. Das Quadrat mit der Seitenlänge {\displaystyle {\frac {1}{2}}\cdot {\sqrt {2\cdot a^{2}+2\cdot b^{2}}}} hat dieselbe Diagonalenlänge und den Flächeninhalt {\displaystyle {\frac {a^{2}+b^{2}}{2}}}. Wegen der Ungleichung vom arithmetischen und geometrischen Mittel {\displaystyle {\sqrt {a\cdot b}}\leq {\frac {a+b}{2}}} gilt {\displaystyle a\cdot b\leq {\frac {a^{2}+b^{2}}{2}}} für alle positiven Seitenlängen {\displaystyle a} und {\displaystyle b} und Gleichheit genau dann, wenn {\displaystyle a=b} ist. Daraus folgt, dass das Quadrat das Rechteck mit dem größten Flächeninhalt ist.

## Rechteckgitter

Rechteckgitter

Das Rechteckgitter ist eine Anordnung von unendlich vielen Punkten in der zweidimensionalen euklidischen Ebene. Diese Punktmenge kann formal als die Menge
{\displaystyle \left\{(a\cdot x_{1},b\cdot x_{2})\in \mathbb {R} ^{2}\mid a,b>0\ \land \ x_{1}\in \mathbb {Z} \ \land \ x_{2}\in \mathbb {Z} \right\}}
geschrieben werden, wobei die positiven reellen Zahlen {\displaystyle a}, {\displaystyle b} die Abstände zwischen benachbarten Punkten sind. Das Rechteckgitter entsteht durch 2 Parallelstreckungen (siehe Affine Abbildung) aus dem Quadratgitter.
Dieses Rechteckgitter ist achsensymmetrisch, drehsymmetrisch und punktsymmetrisch. Außerdem ist es translationsymmetrisch für alle Vektoren mit bestimmten Längen, die parallel zu den 2 Koordinatenachsen verlaufen, nämlich die unendlich vielen Vektoren {\displaystyle a\cdot a_{1}\cdot {\vec {e}}_{1}}, {\displaystyle b\cdot a_{2}\cdot {\vec {e}}_{2}}, wobei {\displaystyle a_{1}}, {\displaystyle a_{2}} ganze Zahlen sind und {\displaystyle e_{1}}, {\displaystyle e_{2}} die 2 Einheitsvektoren im zweidimensionalen eudklidischen Vektorraum.
Wird eine geometrische Figur in der Ebene in einem Quadratgitter platziert und dann durch Parallelstreckungen modifiziert, sodass ein Rechteckgitter entsteht, dann entstehen abhängig von der Art und Ausrichtung dieser geometrischen Figuren andere geometrische Figuren:
| Parallelstreckungen von geometrischen Figuren | Parallelstreckungen von geometrischen Figuren | Parallelstreckungen von geometrischen Figuren |
| Figur im Würfelgitter                         | Figur im Quadergitter                         | Figur im Quadergitter                         |
| Figur im Würfelgitter                         | bei orthogonaler Ausrichtung                  | bei beliebiger Ausrichtung                    |
| --------------------------------------------- | --------------------------------------------- | --------------------------------------------- |
| Quadrat                                       | Rechteck                                      | Parallelogramm                                |
| Rechteck                                      | Rechteck                                      | Parallelogramm                                |
| Raute                                         | Raute                                         | Parallelogramm                                |
| Parallelogramm                                |                                               | Parallelogramm                                |
| rechtwinkliges Dreieck                        | rechtwinkliges Dreieck                        | Dreieck                                       |
| gleichschenkliges Dreieck                     | gleichschenkliges Dreieck                     | Dreieck                                       |
| Kreis                                         | Ellipse                                       | Ellipse                                       |
| Ellipse                                       | Ellipse                                       | Ellipse                                       |

## Goldenes Rechteck

Beide Rechtecke – je mit den Seitenverhältnissen a : b sowie (a + b) : a – sind jeweils Goldene Rechtecke (animierte Darstellung).

Rechtecke mit der Eigenschaft {\displaystyle {\frac {a+b}{a}}={\frac {a}{b}}} für die Seitenlängen a und b nennt man Goldene Rechtecke. Als Seitenverhältnis ergibt sich der Goldenen Schnitt, also {\displaystyle {\frac {a}{b}}={\frac {1+{\sqrt {5}}}{2}}\approx 1{,}6180339887}.

## Perfektes Rechteck
Ein Rechteck heißt perfekt, falls man es mit Quadraten lückenlos und überschneidungsfrei überdecken kann, wobei alle Quadrate unterschiedlich groß sind. Es ist nicht einfach, eine solche Parkettierung zu finden. Eine solche Zerlegung eines Rechtecks mit den Seitenlängen 32 und 33 in 9 Quadrate wurde 1925 von Zbigniew Moroń gefunden. Sie besteht aus den Quadraten mit den Seitenlängen 1, 4, 7, 8, 9, 10, 14, 15 und 18.
Ein weiteres Beispiel eines perfekten Rechtecks – ebenfalls von Zbigniew Moroń – hat die Seitenlängen 47 und 65. Es wird überdeckt von 10 Quadraten mit den Seitenlängen 3, 5, 6, 11, 17, 19, 22, 23, 24 und 25.

Perfektes Rechteck 32 x 33 (9 Quadrate)

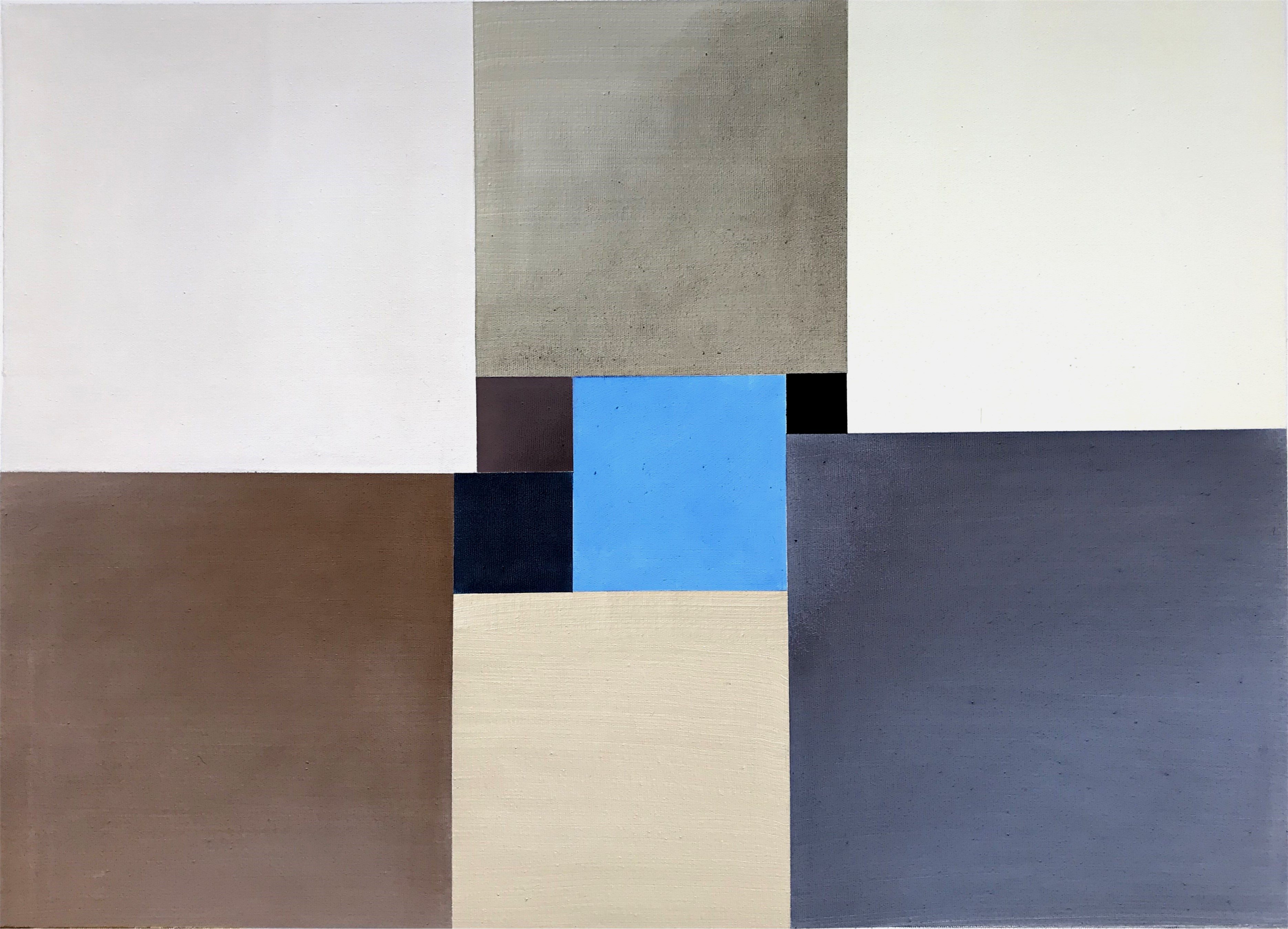
Irene Schramm-Biermann:
Perfektes Rechteck 47 x 65 (10 Quadrate)

## Spiralen

Ineinander liegende spiralförmig angeordnete Rechtecke

Eine unendliche Folge von ineinander liegenden Rechtecken, die von jeweils vier kongruenten rechtwinkligen Dreiecken eingeschlossen sind, lassen sich so wie in der Abbildung anordnen, in der die ersten 12 Folgenglieder farbig dargestellt sind. Dadurch entstehen vier unendliche konvergente Reihen aus ähnlichen rechtwinkligen Dreiecken, deren Grenzwerte identisch sind und jeweils spiralförmig die gesamte Fläche des großen Rechtecks ausfüllen. Die Flächenmaßzahlen der mittleren Rechtecke konvergieren hierbei gegen Null.
Bezeichnet man die Seitenlängen des Ausgangsrechtecks mit a und b, so hat jede der vier Spiralen die Flächenmaßzahl {\displaystyle {\tfrac {1}{4}}ab}.